# Watercolor of Brazil
Aquarela do Brasil (conhecido como Watercolor of Brazil em inglês) é um curta-metragem estadunidense de animação de sete minutos, presente em Saludos Amigos, o sexto longa-metragem de animação dos Estúdios Disney, lançado em 1942.
Faz parte do quarto e último segmento de Saludos Amigos, e mostra, pela primeira vez, o personagem do papagaio Zé Carioca, criado especificamente para este filme. O desenho mostra Zé Carioca apresentando o samba, através das canções "Aquarela do Brasil" e "Tico-Tico no Fubá", e a cachaça ao Pato Donald na visita deste ao Brasil.
Para desenvolver o minifilme, os desenhistas da Disney, incluindo o próprio Walt Disney, viajaram até o Rio de Janeiro. Flashes da visita dos artistas à cidade são mostrados antes do início do desenho no longa-metragem. A produção do desenho está relacionada com os esforços dos Estados Unidos para reunir aliados durante a Segunda Guerra Mundial (1939-1945), esforço esse conhecido como "política da boa vizinhança". A ideia inicial dos Estúdios Disney era que os quatro segmentos do filme fossem lançados separadamente.